# Gerold Meyer von Knonau (Archivar)

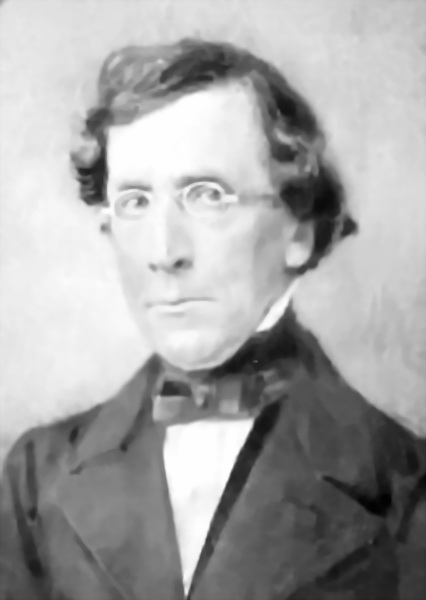
Gerold Meyer von Knonau, vermutlich etwa 1840er-Jahre

Gerold Ludwig Meyer von Knonau (* 2. März 1804 in Zürich; † 1. November 1858 ebenda) war ein Schweizer Geograph, Historiker und Archivar.

## Leben
Der ältere Sohn von Regula Lavater-Meyer und Ludwig Meyer von Knonau wurde in die Familie der Meyer von Knonau mit Bürgerrecht in der Stadt Zürich geboren. Gerold wuchs in der Limmatstadt auf, wo er auch seine Ausbildung erhielt. Im Frühjahr 1824 verliess er zusammen mit seinem Bruder Konrad Zürich, um seine Kameralistischen Studien in Berlin als Stud. juris abzuschliessen. In Berlin kam Meyer von Knonau in Fortsetzung seiner geographischen Beschäftigungen in Kontakt mit Deutschen Gelehrten, unter anderem mit dem Geografen Carl Ritter, den er bis zu seinem Tod aufrechterhielt. Nach einem längeren Aufenthalt in Frankreich kehrte er 1827 nach Zürich zurück. Während der nächsten zehn Jahre widmete sich Meyer von Knonau gemeinnützigen Arbeiten und publizierte seine ersten Werke. Sein Einkommen sicherte er sich nebst seinen Veröffentlichungen mit Kanzleiarbeiten. Kontakte zu namhaften Schweizern, unter ihnen Stefano Franscini, erweiterte Meyer von Knonau im Rahmen seiner wissenschaftlichen Tätigkeit.
1837 heiratete Gerold Meyer von Knonau Emmerentiana Cleopha Meyer, die Tochter des Apothekers Heinrich Meyer; ihr gemeinsamer Sohn ist der gleichnamige Historiker. Seine Ehefrau galt als sehr intelligent und gebildet und förderte und unterstützte das Werk ihres Ehemanns bis zu ihrem Tod im Jahr 1871. Nach einer längeren Auslandsreise erkrankte Meyer von Knonau an Typhus und verstarb 1858 in Zürich. Seine letzte Ruhestätte fand Gerold Meyer von Knonau auf dem Privatfriedhof Hohe Promenade in Zürich.

## Wirken als erster Staatsarchivar des Kantons Zürich

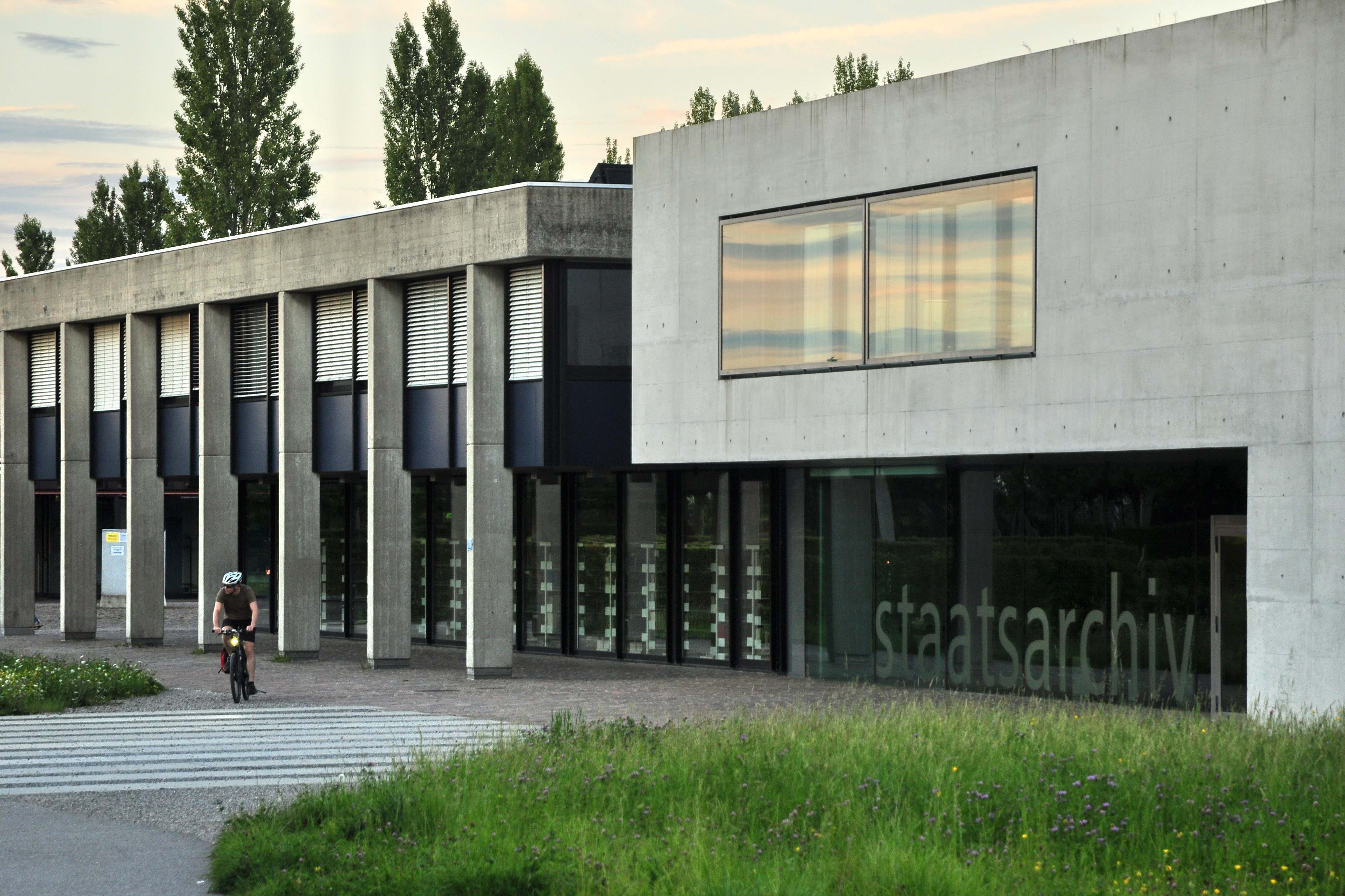
Staatsarchiv im Irchelpark in Zürich

Ab 1827 war Meyer von Knonau in der Staatsverwaltung des einstigen Stadtstaates Zürich tätig und wurde von 1837 bis zu seinem Tod der erste Staatsarchivar des Kantons Zürich. In dieser Funktion öffnete er das Archiv erstmals der wissenschaftlichen Forschung und begründete die Geschichte des heutigen Staatsarchivs des Kantons Zürich. Namentlich die ersten Sonderarchive wurden von ihm in das Staatsarchiv integriert: 1838 das Antistitialarchiv (Archiv der Landeskirche), 1840 das Finanzarchiv, 1848 das Stiftsarchiv des Grossmünsters und in den 1840er-Jahren das Archiv des Kaufmännischen Direktoriums. Mit der Aufnahme des Schularchivs des dem Grossmünster angegliederten Karolinums, erfolgte 1853 die Integration der seit dem Mittelalter in der Sakristei des Grossmünsters aufbewahrten Urkundenabteilung Stadt und Landschaft mit den Rechtstiteln und Verträgen des alten Stadtstaats. Ausserdem erstellte er für Teilbestände anderer Archivsammlungen 1839 und 1850 die ersten gedruckten Archivpläne.

## Werk als Historiker und Geograf
Sein in Zürich nach 1824 entstandener Abriß wurde 1838/1839 zu einer zweibändigen Erdkunde der schweizerischen Eidgenossenschaft erweitert. Für die Buchhandlung Huber & Co. in St. Gallen entwarf er den Plan einer «umfassenden Schilderung der Schweiz» und «ausführlichen Statistik», die auch als Reiseführer konzipiert wurde. Das Werk sollte ein «möglichst treues Bild unseres Vaterlandes nicht nur nach seinem jetzigen, sondern auch nach seinem früheren Zustande verschaffen». 
Für ein breiteres Publikum gedacht waren kleinere biografische Arbeiten, darunter eine Biografie von Anna Reinhart und 1833 die beliebte und verbreitete, von lithografischen Abbildungen begleitete Sammlung Heldinnen des Schweizerlands. 1847 veröffentlichte er Die Böcke, ein Beitrag zur zürcherischen Familien- und Sittengeschichte. 
Bis zu seinem Tod beschäftigte sich Meyer von Knonau, nebst seiner Funktion als Staatsarchivar, mit einer stetig vielseitiger werdenden literarischen Tätigkeit. Zusätzlich zu seinen statistischen Studien und internationalen Briefwechseln, nahm er in den 1850er-Jahren an wissenschaftlichen Veranstaltungen teil. Für die Allgemeine geschichtforschende Gesellschaft der Schweiz setzte Meyer von Knonau deren Archiv–Reihe (Bände I bis IV) von 1840 bis 1845 fort.  Als Staatsarchivar veröffentlichte er 1850 die Edition des Archivs des Cistercienserklosters Cappel sowie die Regesten der im Kanton Zürich liegenden Kaiserurkunden bis 1400. Auch für die Numismatik interessierte er sich und baute nach der «eidgenössischen Münzveränderung» von 1852 eine Sammlung von schweizerischen Münzen auf, die er im  Verzeichniß der Schweizerischen Münzen von den ältesten Zeiten bis auf die Gegenwart publizierte. Meier von Knonau erweiterte den Atlas zur Geschichte der Schweiz und steuerte Beiträge für den Geschichtsfreund des historischen Vereins der fünf Orte bei. Im Auftrag der Bundesbehörden übernahm er 1852 die Führung der Arbeiten für die Veröffentlichung der Sammlung der ältern eidgenössischen Abschiede und veröffentlichte 1856 den letzten Band (1778 bis 1798) der Reihe.

## Werke und Editionen (Auswahl)
Als Gründer und Herausgeber der Hist.-geogr.-statist. Gemälde der Schweiz verfasste Gerold Meyer von Knonau die Bände zum Kanton Zürich (1834) im Sinne eines Haus- und Handbuches – sein Hauptwerk – und zum Kanton Schwyz (1835). 1858 wurde er mit Salomon Vögelin Mitgründer der Zürcher Taschenbücher. Bekanntheit auch ausserhalb der Schweiz erhielt Meyer von Knonau aufgrund seines Lebenswerks, zu dem eine grössere Zahl von Publikationen zu den Themenbereichen Geografie und Geschichte gehört. 
- Abriß der Erdbeschreibung und Staatskunde der Schweiz. Zürich 1824.
- Heldinnen des Schweizerlands. Zürich 1833.
- Historisch-geographisch-statistische Gemälde der Schweiz, Bände Kanton Zürich und Kanton Schwyz. Zürich, 1834/35.
- Züge aus dem Leben der Anna Reinhard, Gattin des schweizerischen Reformators Ulrich Zwingli. Erlangen 1835.
- Erdkunde der schweizerischen Eidgenossenschaft. Zürich 1838/1839.
- Archiv, Bd. I–IV der Allgemeinen geschichtforschenden Gesellschaft der Schweiz. Zürich 1840–1845.
- Die Böcke, ein Beitrag zur zürcherischen Familien- und Sittengeschichte. Zürich 1847.
- Bibliothek der Schweizergeschichte, Edition von Gottlieb Emanuel von Haller
- Verzeichniß der Schweizerischen Münzen von den ältesten Zeiten bis auf die Gegenwart
- Edition der Die Eidgenössischen Abschiede aus dem Zeitraume von 1778 bis 1798 (= Amtliche Sammlung der ältern Eidgenössischen Abschiede. Band 8). Zürich 1856.
- Zürcher. Volkssagen. Zürich 1853.
- Die Chronik im weissen Buche zu Sarnen. Zürich 1857.